# 팝 랩

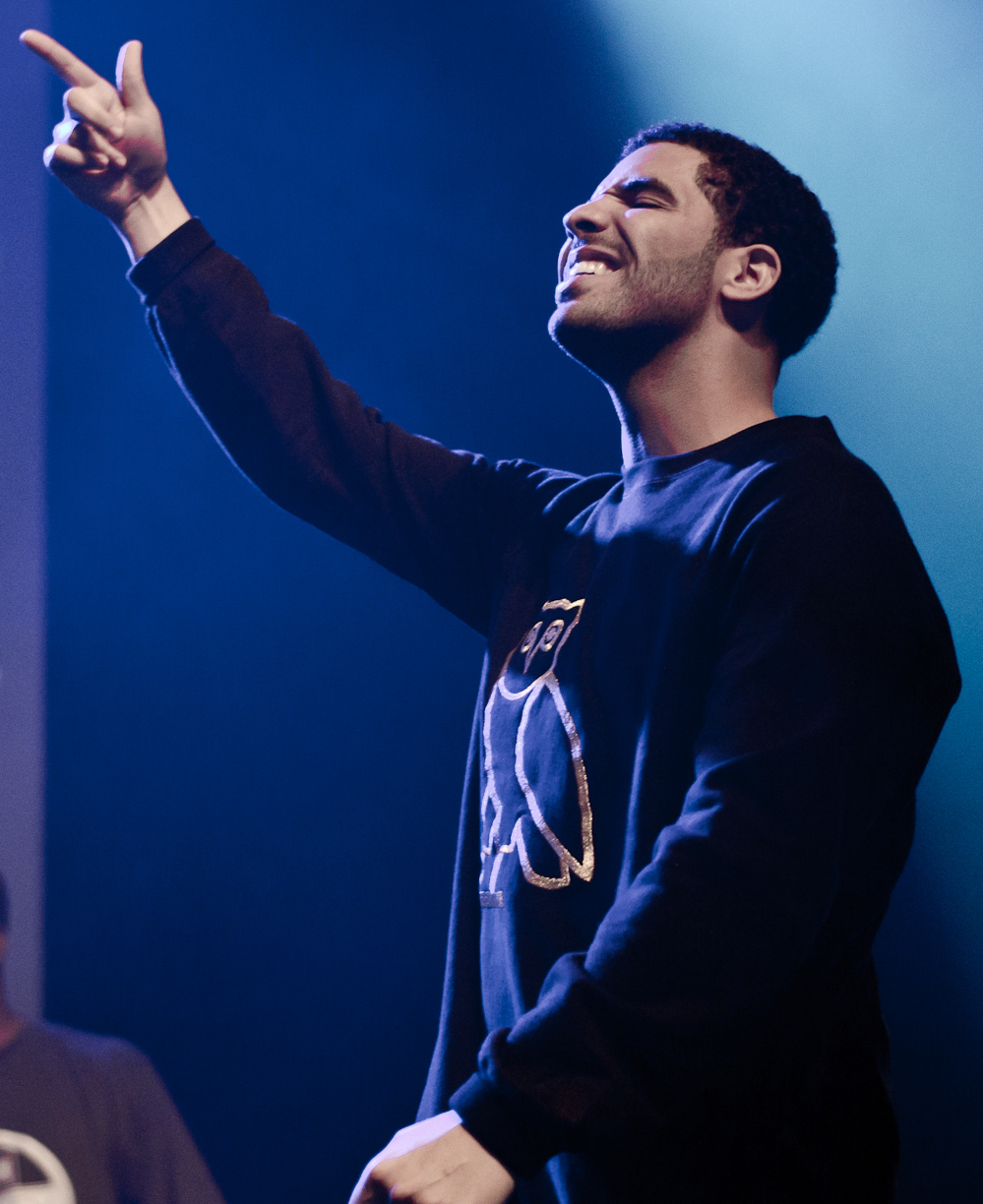

팝 힙합, 멜로딕 힙합 또는 팝 랩 이라고도하는 팝 랩은 힙합 음악의 랩과 선율 보컬 및 눈길을 끄는 곡에 대한 팝 음악의 선호를 융합 한 음악 장르이다. 이 장르는 1990년대에 대중적인 인기를 얻었지만 팝 랩의 영향과 뿌리는 Run DMC, LL 쿨 J, 비스티 보이즈와 같은 1980년대 후반 힙합 아티스트로 거슬러 올라갈 수 있다. 가사는 종종 팝 음악에서 들리는 것과 유사한 후렴으로 가벼운 선율을 가지고 있다.